# Anagenesia lontona
Anagenesia lontona is een haft uit de familie Palingeniidae. De wetenschappelijke naam van de soort is voor het eerst geldig gepubliceerd in 1937 door Hafiz.
De soort komt voor in het Oriëntaals gebied.